# Mjesna skupina
Mjesna skupina (eng. Local Group, odatle i naziv Lokalna grupa) naziv je za grupu galaktika kojoj pripada naša galaktika – Kumova slama (Mliječni put).
Naša galaktika i još nekoliko bližih galaksija, ukupno njih četrdesetak čine Mjesnu skupinu (Mjesni skup, Lokalni skup, Lokalnu grupu) promjera većeg od nekoliko milijuna svjetlosnih godina. Uz našu galaktiku, spiralne su galaktike M31 u Andromedi i M33 u Trokutu. Masa Mjesne skupine procijenjena je na 5·1012 masa Sunca. Galaksije u grupi veže sila koja prevladava u prostranstvima svemira - gravitacija.
Mjesna skupina pripada Mjesnom superskupu (eng. Local Supercluster), a središte okupljanja svih tih galaktika je skup Djevica; središnja ravnina ovog superskupa naziva se supergalaktička ravnina.
U neposrednom susjedstvu Mjesne skupine nalazi se praznina Mjesna praznina.

## Andromedina galaktika i njeni sateliti
U zviježđu Andromede nalazi se spiralna galaktika Messier 31 (Andromedina galaktika) – najveća galaktika u Mjesnoj skupini (slijedi je Kumova slama) s masom od oko 300 milijarda masa Sunca. Promjer joj je 200.000 s.g., a udaljena je oko 2.540.000 s.g., što je čini najdaljim objektom vidljivom golim okom. Kumova slama i dvostruko veća Andromedina galaktika hrle jedno drugom u susret brzinom od 130 km/s. Prema računalnim simulacijama, sudar se očekuje za oko 4,5 milijarde godina, nakon čega će se ove dvije spiralne galaktike stopiti u jednu veliku eliptičnu. Dok stapanje završi, Sunce će već biti u fazi bijelog patuljka (vidi: Nastanak Sunčevog Sustava).
Nekoliko patuljastih galaktika se nalaze u orbiti oko Andromedine galaktike, od kojih su najveće Messier 32 i Messier 110.

## Galaktika Trokut (M33) i izolirani članovi
U blizini M31, u zviježđu Trokut (Triangulum) se nalazi i galaktika Messier 33, treća po veličini u skupini. Udaljena je 2.73 milijuna svjetlosnih godina, te promjera 60.000 gs, čime je najmanja je spiralna galaktika u Mjesnoj skupini, te jedina neprečkasta spiralna galaktika. U ovoj se galaktiki brzo stvaraju zvijezde, višestruko brže nego u Mliječnog Puta te 10 puta brže negoli u galaktici M31. Tu se zbog toga nalazi mnogo zvjezdanih asocijacija (H II regija), a daleko najveća je NGC 604, koja je jedna od najvećih u Mjesnoj skupini.
Dalje se nalaze druge izolirane galaktike, većinom patuljaste, a jedna od njih je i Wolf-Ludmark-Melotte (WLM), udaljena 3.04 milijuna svjetlonsih godina, te još nekoliko drugih.

## Magellanovi oblaci
U najbližem susjedstvu naše galaktike su patuljaste galaktike nepravilnog oblika: Mali i Veliki Magellanov oblak, nazvani po Magellanu, prvom Europljaninu koji ih je ugledao. Veliki Magellanov oblak se nalazi u zviježđu Zlatna riba i udaljen je oko 163 000 s.g., dok se Mali Magellanov oblak, udaljen 206 000 svj. godina, nalazi u zviježđu Tukan. Veliki Magellanov Oblak sadrži najveću i najaktivniju zvjezdanu asocijaciju (H II regiju), u mjesnoj skupini, maglicu 30 Doradus. I Mali Magellanov Oblak ima velike H II regije, najveća je NGC 346, vidljiva na snimci lijevo.
Ove dvije male nepravilne galaktike prolaze kroz disk Kumove slame svakih milijardu godina, pri čemu gube masu i energiju. Posljedica toga je da nam se spiralno približavaju. Sudar se očekuje za 2 milijarde godina. Između naše galaktike i ovih satelita se proteže 200 000 svjetlosnih godina dugi tok neutralnog vodika koji je posljedica plimnih međudjelovanja.

## Novootkriveni sateliti Kumove slame
Sve do 1994. godine mislilo se da su Mageljanovi Oblaci nama najbliže galaktike. Tada je grupa znanstvenika (Rodrigo Ibata, Gerard F. Gilmora i Michael J. Irwin) sasvim slučajno nabasala na galaksiju u Galaksiji. Na samo 80 000 s.g., sakriveni iza središta Galaksije, nalaze se ostaci patuljaste galaktike nazvane Strijelčev Patuljak (Sagittarius Dwarf) koja se u dalekoj prošlosti sudarila s našom galaksijom. Plimne sile Kumove slame rastočile su ovu patuljastu galaksiju, pa se danas može prepoznati samo njen kompaktni centar koji bi se, da nije tamo gdje je, vidio pod kutom od čak 20° (čak 40 puta šire od punog mjeseca). Duljina ostataka ove galaktike iznosi, po najduljoj osi, čak 28 000 s.g., oko četvrtinu promjera naše galaktike Kumove slame. Masa joj, međutim, iznosi samo tisućiti dio mase naše galaksije.
Ova mini-galaksija je već napravila oko 10 punih krugova oko naše galaksije, zbog čega bi već trebala biti potpuno asimilirana, što se očito nije dogodilo. Postojanje veće količine tamne tvari koja bi jače vezivala mini-galaksiju bi moglo objasniti ovu činjenicu. Procjenjue se da će se zvijezde Strijelčevog Patuljka stopiti u Kumovu slamu kroz idućih 100 milijuna godina dok će njegove ostatke u obliku grupa zvijezda koje se kreću zajedno biti moguće prepoznati još najmanje milijardu godina. Čak se tvrdi da je halo naše galaktike nastao zbog niza ovakvih sudara s mini-galaksijama, te da su mnogi kuglasti skupovi zapravo pridošlice iz drugih galaksija.
U međuvremenu je otkriveno da četiri kuglasta skupa (Messier 54, Terzan 7, Terzan 8 i Arp 2) za koja se smatralo da pripadaju našoj galaksiji zapravo pripadaju novootkrivenom patuljku. Do ovih su zaključaka došli na osnovu mjerenja brzina skupova te njihovih udaljenosti i položaja, metoda kojom je i otkrivena mimi-galaksija.
U 2006. otkriveno je još 7 malih galaksija u procesu stapanja s Kumovom slamom.  Nakon toga je u 2018. godini otkrivena još jedna, s ekstremno niskim sjajem, nazvana Zračna pumpa 2.

## Grupa Zračna pumpa-Sekstant
Grupa Zračna pumpa-Sekstant jest moguća mala grupa galaksija. Sadrži četiri galaksije, NGC 3109, patuljak Zračna pumpa, Sekstant A i Sekstant B. To malo grupiranje većinom se smatra dijelom Mjesne skupine, ali neki izvori tvrde da je riječ o odvojenoj grupi jer joj je galaksije udaljavaju (sve ostale osim patuljka Tukan se međusobno približavaju). I dalje se većinom smatra da je dio Mjesne skupine, ali konačan zaključak još nije donesen.
Postoji mogućnost da je NGC 3109 zapravo spiralna galaktika, a ne nepravilna, a otkriveno je da je zakrivljena, kao i Mliječni Put te Messier 31. Sam naziv govori da su galaksije pozicionirane u zviježđima Zračnoj pumpi i Sekstantu. Grupiranje je udaljeno 4,3 milijuna svjetlosnih godina.

## Mjesna skupina u teleskopu
Andromedina galaksija lako je, ako se promatra daleko od izvora svjetlosnog zagađenja, vidljiva golim okom kao poveća svijetla mrljica. Susjedna Messier 33 vidljiva je u dalekozoru 10x50, a samo u iznimno dobrim uvjetima i golim okom.
Mageljanovi oblaci su lako vidljivi golim okom, ali samo s južne polutke. 
Jakim je teleskopom u njima moguće razlučiti pojedinačne zvijezde. Od godine 1923. znamo, zaslugom američkog astronoma Edwina Hubblea, da su neke od tih maglica udaljeni zvjezdani otoci, galaktike sličnoj našoj.

## Susjedne galaksije izvan Mjesne skupine

### IC 5152
IC 5152 jest malena nepravilna galaksija na udaljenosti od 5,87 milijuna svjetlosnih godina u zviježđu Indijanac. Otkrivena je 1908. Lako se može razlučiti u zvijezde pomoću svemirskog teleskopa Hubble. Otvoreno je pitanje je li članica Mjesne skupine. Galaksiju je otežano vidjeti zbog zvijezde HD 209142 koja je magnitude 7,7, dok je magnituda galaksije 10,6.

### NGC 300 & NGC 55
Na udaljenosti od 6.07 milijuna svjetlosnih godina nalazi se najbliža glavna spiralna galaksija izvan Mjesne skupine, riječ je o galaksiji NGC 300. Ta spiralna galaksija ima mnogo karakteristika kao i Messier 33. NGC 300 je 94,000 svjetlosnih godina u promjeru, tek neznatno manja od Mliječnog Puta, a magnituda joj iznosi 9 Galaksija ima ponešto H II regija, a ima i sustav crne rupe i zvijezde nazvan NGC 300 X-1.
NGC 55 je magellanska patuljasta spiralna galaksija na udaljenosti od 6,5 milijuna svjetlosnih godina, a promjera je 70.000 svjetlosnih godina. Veoma je izdužena, barem iz naše perpektive, te je nešto sjajnija od NGC 300, s magnitudom od 7,87.
Ove dvije galaksije smatrale su se dijelom grupe Kipar, ali uz njihove sadašnje procjene udaljenosti utvrđeno je da su samo u doglednici s grupom, tako da su pozicionirane između Mjesne skupine i skupine Kipara. Vrlo je vjerojatno da ove dvije galaksije formiraju par.

### NGC 2403
NGC 2403 je spiralna galaksija u zviježđu Žirafi, udaljena 8 milijuna svjetlosnih godina. Promjera je 50.000 svjetlosnih godina, upola manja od Mliječnog Puta, a magnituda galaksije je 8.9. Ovo je po veličini i karakteristikama jedna je od najsličnijih galaksija galaksiji Messier 33. Tako NGC 2403, kao i M33, ima mnogo H II regija, pa i više njih. Na slici galaksije ogromna H II regija lijevo jest NGC 2404. NGC 2404 ima promjer od 2.000 svjetlosnih godina što znači da je veća od maglice 30 Doradus, pa je tako jedna od najvećih H II regija uopće poznatih. Njena lokacija na rubu galaksije i velika veličine pridonosi sličnosti između NGC 2403 i M33, jer je NGC 604 u M33 također na rubu galaksije i najveća je H II regija u galaksiji.
U ovoj galaksiji je 2004. eksplodirala supernova SN 2004dj, najsjajnija i najbliža supernova u 17 godina. Do danas ostaje najsjajnija i najbliža supernova 21. stoljeća.
Galaksija pripada grupi M81, te je na samom rubu te grupe.

### Grupa IC 342/Maffei
IC 342
IC 342 jest spiralna galaksija zviježđu Žirafi, udaljena 10,7 milijuna svjetlosnih godina. Promjera je 75.000 svjetlosnih godina, a magnituda je 9,1. Unatoč svojoj veličini i stvarnoj svjetlini, položaj u prašnjavim područjima u blizini galaktičkog ekvatora otežava ga promatranje, što dovodi do nadimka "Skrivena galaksija", iako se lako može prepoznati čak i dvogledom. Ako galaksija ne bi bila zatamnjena, mogla bi biti vidljiva golim okom. Prašina otežava utvrđivanje njezine precizne udaljenosti; moderne procjene kreću se od oko 7 do oko 11 milijuna svjetlosnih godina. Ima dosta H II regija, a ima i H II jezgru.
Galaksija je otkrio William Frederick Denning u 1892. To je jedna od najsjajnijih u IC 342 / Maffei Grupe, jednog od najbližih galaksija skupina na lokalnoj grupi. Edwin Hubble prvo je mislio da je u Mjesnoj skupini, ali kasnije je utvrđeno da nije član.
Harlow Shapley je 1935. utvrdio da je širi od punog mjeseca, a po kutnoj veličini treća po veličini tada poznata spiralna galaksija, manja samo od galaksija M31 i M33. (Moderne procjene su konzervativnije i daju prividnu veličinu kao što je polovica ili dvije trećine promjera punog mjeseca).
Maffei 1 & Maffei 2
Maffei 1 je ogromna eliptična galaksija u zviježđu Kasiopeja. Nekada se vjerovalo da je član Mjesne skupine, sada se zna da pripada svojoj skupini, IC 342/Maffei grupe. Ime je dobio po Paolu Maffeiju, koji ga je otkrio i susjedni Maffei 2 1967. godine putem svojih infracrvenih emisija.
Ovo je eliptična galaksija lagano spljoštene jezgre. Ima okvir u obliku kutije i izrađen je uglavnom od starih zvijezda bogatih metalom. Ima sićušno plavo jezgro u kojem se nastave zvijezde. Kao i svi veliki eliptični sadržava značajnu populaciju globularnih nakupina. Maffei 1 nalazi se na procijenjenoj udaljenosti od 9,65 milijuna svjetlosnih godina odavde. Možda je to najbliža gigantska eliptična galaksija.
Maffei 1 leži u zoni zatamnjenja i jako je zasjenjen zvijezdama i prašinom Mliječnog puta. Da nije zatamnjena, bila bi jedna od najvećih (oko 3/4 veličine punog mjeseca), najsvjetlije i najpoznatije galaksije na nebu. To se može primijetiti vizualno, pomoću teleskopa 30–35 cm ili većeg pod vrlo tamnim nebom.
Maffei 2 je spiralna galaksija udaljena oko 10 milijuna svjetlosnih godina u zviježđu Kasiopeja. Maffei 2 i Maffei 1 otkrio je Paolo Maffei 1968. godine iz svog IC zračenja. Maffei 2 leži u zoni zatamnjenja i oko 99,5% je zasjenjen oblacima prašine Mliječnog puta, a rezultat toga je da je na optičkim valnim duljinama jedva vidljiva. Ubrzo nakon njegova otkrića sugerirano je da je Maffei 2 možda član Lokalne grupe, ali se sada smatra da je član druge skupine u blizini, IC 342/Maffei grupe, skupina galaksija koja je najbliža Mjesnoj skupini.
Dwingeloo 1 & Dwingeloo 2
U kolovozu 1994, otkrivena je tada smatrana susjedna mini-galaksija nazvana Dwingeloo 1. Ova se galaktika skriva u galaktičkoj ravnini, u zviježđu Kasiopeja. Da se slučajno nalazi na nekom drugom dijelu neba, bila bi među 10 najsvjetlijih galaktika na našem nebu. Dwingeloo 1 ima masu oko 3 puta manju od naše galaksije.
Tijekom proučavanja ove novootkrivene galaksije, trećinu stupnja dalje uočena je još jedna, nazvana Dwingeloo 2. Masa ove galaktike je procjenjena na polovicu mase njenog susjeda, a njen promjer jednak je polovici promjera galaktike Dwingeloo 1. Obje galaktike se nalaze na udaljenosti od oko 10 milijuna svjetlosnih godina. Utvrđeno je da ne pripadaju Mjesnoj skupini nego su vezane uz susjednu grupu galaktika IC 342-Maffei grupu.
NGC 1560
NGC 1560, također poznat kao IC 2062, spiralna je galaksija 11. veličine, u grupi IC 342/Maffei. Otkrio ga je Wilhelm Tempel 1. kolovoza 1883.
Galaksija ima negativnu radijalnu brzinu od -35 km/s. NGC1560 je dovoljno blizu zemlje da se njegova udaljenost mora izvesti izravno (ne upotrebljavajući crveni pomak). Karachentsev i sur. (2003.) navode da je udaljenost od 3,45 milijuna parseka (11,2 milijuna svjetlosnih godina), dok Madore (1993) daje 2,5 milijuna parseka (8,1 milijuna svjetlosnih godina) metodom najsvjetlijih zvijezda. Trenutno je najpreciznija procjena približno 8 do 12 milijuna svjetlosnih godina. Na ovoj udaljenosti relativno je blizu Zemlje, ali nije dio Mjesne skupine.
Ova galaksija široka je oko 35.000 svjetlosnih godina, što je određeno njenom prividnom veličinom od 11,6 od 1,9 lučnih minuta.
NGC 1569
NGC 1569 je patuljasta nepravilna galaksija u zviježđu Žirafi. Galaksija je relativno blizu. Prema tome, svemirski teleskop Hubble lako može razdvojiti zvijezde unutar galaksije. Ranije se vjerovalo da je udaljenost od galaksije samo 2,4 milijuna parseka (7,8 milijuna svjetlosnih godina). Međutim, 2008. znanstvenici koji su proučavali slike s Hubblea izračunali su udaljenost galaksije na udaljenosti od 10.96 milijuna svjetlosnih godina, što je oko 4 milijuna svjetlosnih godina dalje nego što se prethodno mislilo: stoga je galaksija rezultirala članicom IC 342-Maffei grupe.
NGC 1569 je zvjezdorodna galaksija, te je stvarala zvijezde brzinom čak 100 puta veće od one u Mliječnom Putu tijekom posljednjih 100 milijuna godina. Sadrži dva istaknuta skupa super skupa zvijezda s različitim povijesti. Oba su skupa doživjela epizodnu formaciju zvijezda. Super skup zvijezda A, smještena na sjeverozapadu galaksije i zapravo formirana od dva bliska grozda (NGC 1569 A1 i NGC 1569 A2), sadrži mlade zvijezde (uključujući zvijezde Wolf-Rayet) koje su nastale prije manje od 5 milijuna godina (u NGC 1569 A1) kao i starije crvene zvijezde (u NGC 1569 A2). Super skup zvijezda B, koja se nalazi u blizini središta galaksije, sadrži stariju zvjezdanu populaciju crvenih divova i crvenih superdivova. Smatra se da oba ova zvjezdana skupa imaju mase jednake masi svih kuglastih skupova u Mliječnom putu (približno (6-7) × 10 5 sunčevih masa).
Identificirani su i brojni manji zvjezdani skupovi, neke od njih slične masi malih kugličnih nakupina ili R136 u Velikom Magelanovom oblaku, relativno mlade dobi (između 2 milijuna i milijardu godina). Ovi rezultati, zajedno s rezultatima drugih patuljastih galaksija poput Velikog Magellanovog oblaka i NGC 1705, pokazuju da se formiranje zvijezda u patuljastim galaksijama ne događa kontinuirano, već se događa u nizu kratkih, gotovo trenutnih epizoda.

## Vanjske poveznice
- (eng.) SEDS, Spider's Homepage NED data of Local Group Galaxies and nearby non-member galaxies